# Oriontågen
Oriontågen (M 42 og NGC 1976) er en sky af gas og støv i verdensrummet. I denne tåge opstår der nye stjerner.
Oriontågen (M42) findes midt i stjernebilledet Orion, som den midterste "stjerne" i "sværdet" under Orions Bælte.
Afstanden til Oriontågen er ca. 450 parsec = ca. 1.470 lysår.
Hvad der med det blotte øje ser ud til at være en stjerne, er i virkeligheden et lille belyst udsnit af en gigantisk diffus molekylesky ved navn Orion A Complex eller Orion Molecular Cloud 1 (OMC1). Dette udsnit belyses af Trapezet, 5 unge og massive stjerner (hver på 15-30 solmasser), som ser ud til at forme et trapez.